# Kisbári
Kisbári (szlovákul: Malá Bara) Bári településrésze, egykor önálló község Szlovákiában, a Kassai kerület Tőketerebesi járásában.

## Fekvése
Tőketerebestől 26 km-re, délre fekszik. Bári központjától keletre található.

## Története
1416-ban már külön település, „Kysbary” néven. A 16. századtól gyakran változtak tulajdonosai. 1557-ben másfél porta után adózott. Az 1600-as években a Máriássy, Bárczay, Rákóczi, Bónis és Bári családok birtoka. Az 1700-as években a Veres, Nikházy, Horváth, majd a Kazinczy, Dessewffy és Vay családok a társbirtokosok. 1712-ben 2 lakott és 6 lakatlan háza volt. 1787-ben 17 házában 99 lakos élt.
A 18. század végén Vályi András így ír róla: „Kis Bári. Magyar falu Zemplén Vármegyében, birtokosai több Uraságok, lakosai reformátusok, fekszik Borsi, és Tsernahó faluktól nem meszsze. Határja két nyomásbéli; ’s mindenféle gabonát terem, réttyei meglehetősek, legelője elég, ’s jó főzelékje dohánnya terem, malma a’ szomszédságban, piatzozása Újhelyben, második Osztálybéli.”
A 19. században a Vay család a fő birtokosa. 1828-ban 34 háza és 281 lakosa volt, akik mezőgazdasággal, szőlőtermesztéssel foglalkoztak.
Fényes Elek 1851-ben kiadott geográfiai szótárában így ír a faluról: „Kis-Bari, magyar falu, Zemplén vármegyében, Ujhelyhez keletre egy órányira: 20 kath., 183 ref., 19 zsidó lak. Ref. templom. Földje dombos és 127 holdra terjed. F. u. Kazinczy.”
Borovszky Samu monográfiasorozatának Zemplén vármegyét tárgyaló része szerint: „Kisbári, Sátoraljaújhely közelében fekszik, 29 házzal s 150 ev. ref. vallású magyar lakossal. Postája, távírója és vasúti állomása Sátoraljaújhely. A Báry család fészke, és a XIV. században Egyházasbári néven is ismeretes volt. A hagyomány szerint IV. Béla ide is olasz szőlőmíveseket telepített. 1412-ben Lasztóczi Sebestyén, hét évvel később a Vitéz család, 1437-ben Hollóházi László, 1479-ben Kálnó György kapnak itt részeket. 1489-ben Buttkai Pétert iktatták egy kúriába. 1561-ben a Ráskay családot, ugyanakkor Kupinszky Klárát, 1471-ben Eödönffy Ferenczet és 1587-ben a Terebesi Szabó családot iktatják egyes részeibe. 1598-ban Korchma János, Baranyi Miklós, Báry Boldizsár, Bacskay Gáspár özvegye és Varsady Gáspár szerepelnek birtokosaikként, de részbirtokosai 1612-ben Máriássy Ferencz és Bárczay Anna is. 1658-ban Cserney Pált, egy évvel később Szalakóczi Horváth Mihályt és Báry Mihályt iktatják egyes részekbe s utóbbit egy kúriába is s ezeken kívül a Rákóczyaknak is van itt részük. 1662-ben Tolcsvai Bónis György, 1720-ban Veres András, 1774-ben Nikházy Julia és Horváth Ádám is földesurai, kiket azután a Kazinczy, Dessewffy s a Vay családok váltanak fel. Most gróf Vay Tihamérnak van itt nagyobb birtoka és kényelmes, régi úrilaka. A községbeli református templom árpádkori építmény, de az idők folyamán átalakították. Érdekes azonban portáléja, mely gótikus idomokat mutat. A templomban áll Báry Miklós és neje, Horváth Kata padja 1615-ből. Az 1663-iki pestis következtében az egész község kipusztult. A községhez tartozik a Betekints nevű korcsma.”
1910-ben 151-en, túlnyomórészt magyarok lakták. 1920-ig Zemplén vármegye Sátoraljaújhelyi járásához tartozott. 1938 és 1945 között újra Magyarország része volt.

## Nevezetességei
- Református temploma a 13. században épült, a 15. században gótikus stílusban bővítették. A kutatások a templom északi oldalán 14. század végi sekrestye és osszárium alapjait tárták fel.
- Kastélya a 18. század második felében épült reneszánsz udvarházként. A 19. században klasszicista stílusban alakították át.

## Lásd még
- Bári
- Nagybári

## Külső hivatkozások
- Bári hivatalos oldala Archiválva 2007. március 28-i dátummal a Wayback Machine-ben
- Kisbári Szlovákia térképén
- E-obce.sk Archiválva 2008. augusztus 13-i dátummal a Wayback Machine-ben